# Agenția Națională pentru Zootehnie „Prof. Dr. G.K. Constantinescu”
Agenția Națională pentru Zootehnie „Prof. Dr. G.K. Constantinescu” a fost înființată în 2014. Aceasta este subordonată Ministerului Agriculturii și Dezvoltării Rurale și este condusă de directorul general inginer Florinel Bîrcă.

## Rol
Agenția Națională pentru Zootehnie are următoarele responsabilități:
- Coordonează inspecția și reglementările din zootehnie
- Autorizează și monitorizează reproducerea animalelor de rasă.
- Oferă suport fermierilor.
- Monitorizează activitățile de reproducție, ameliorare și producție zootehnică

## Istoric
Agenția Națională pentru Ameliorare și Reproducție în Zootehnie (ANARZ) este o instituție bugetară din România, cu personalitate juridică, reorganizată în anul 1996, care funcționează în subordinea Ministerului Agriculturii și Dezvoltării Rurale.
Atribuțiile ANARZ sunt:
- Accelerarea ameliorării genetice a efectivelor de animale prin realizarea de lucrări de selecție
- Coordonarea tehnică și metodologică, la nivel național, a aplicării biotehnologiilor moderne de reproducție
- Atestarea materialului de reproducție indigen și import
- Evaluarea genetică a reproducătorilor din populația activă, pe specii și rase
- Organizarea, funcționarea și dezvoltarea Băncii biotehnologice de resurse genetice animale
- Coordonarea activităților privind identificarea și individualizare prin microcipare a efectivelor de cabaline la nivel de județ